# Valy (kraj karlowarski)
Valy (niem. Schanz) – wieś i gmina w Czechach, w powiecie Cheb, w kraju karlowarski. Według danych z dnia 1 stycznia 2012 liczyła 441 mieszkańców.